# 非比尋常
《非比尋常》為陶晶瑩於1995年9月24日發行的個人第二張原創專輯。

## 曲目
1. 別讓我失去依靠
2. 別對我好
3. 爛理由
4. 其實未必
5. 底線
6. 如果我是男人
7. 我可以放手了
8. 有愛有沒有未來
9. 流盪
10. Miss baseball